# Villotte
Villotte è un comune francese di 176 abitanti situato nel dipartimento dei Vosgi nella regione del Grand Est.

## Società

### Evoluzione demografica
Abitanti censiti